# Gombito
Gombito (lombardul: Gumbet) település Olaszországban, Lombardia régióban, Cremona megyében. Lakosainak száma 625 fő (2023. január 1.). Gombito Bertonico, Castiglione d’Adda, Montodine, Ripalta Arpina, San Bassano, Formigara és Castelleone községekkel határos.

## Népesség
A település lakossága az elmúlt években az alábbi módon változott:
| Lakosok száma | 640  | 631  | 634  | 625  |
|               | 2013 | 2017 | 2018 | 2023 |